# Рауль Рейес
Рау́ль Ре́йес (исп. Raúl Reyes, настоящее имя — Луис Эдгар Девиа Сильва (исп. Luis Edgar Devia Silva), 30 сентября 1948 — 1 марта 2008) — колумбийский профсоюзный деятель, а затем революционер, член руководства Революционных вооружённых сил Колумбии — Армии народа (ФАРК).

## Биография
Рауль Рейес был руководителем профсоюза на предприятии Нестле, однако вынужден был уйти в подполье после угроз его жизни со стороны «эскадронов смерти». Собравший и отправивший ему денежную помощь руководитель профсоюза плотников датчанин Вигго Тофтен-Йогренсен позднее был осуждён на шесть месяцев тюремного заключения за «финансирование терроризма». Считался вторым человеком в руководстве повстанческой группировки и выполнял обязанности министра иностранных дел, представляя интересы РВСК-АН на переговорах, а также делал официальные заявления от её имени. По некоторым данным лидер организации Мануэль Маруланда очень доверял ему и даже рассматривал в качестве своего возможного преемника.
Рауль Рейес погиб в результате вторжения войск Колумбии на территорию Эквадора. Он наступил на установленную самим же ФАРК мину при попытке бежать из лагеря повстанцев, подвергнутого бомбардировке.